# Emmanuelle Blind
Pour les articles homonymes, voir Blind.
Emmanuelle Blind est une lutteuse libre française née le 23 mai 1970. Elle est la sœur de la lutteuse Doris Blind.

## Palmarès

### Championnats du monde
- Médaille d'or en lutte libre dans la catégorie des moins de 65 kg en 1989 à Martigny
- Médaille d'argent en lutte libre dans la catégorie des moins de 70 kg en 1990 à Luleå
- Médaille d'argent en lutte libre dans la catégorie des moins de 70 kg en 1991 à Tokyo